# Iso Ruokopuolinen
Iso Ruokopuolinen är en sjö i kommunen Sysmä i landskapet Päijänne-Tavastland i Finland. Sjön ligger 122,5 meter över havet. Arean är 47 hektar och strandlinjen är 5,71 kilometer lång. Sjön  ingår i Kymmene älvs huvudavrinningsområde.   Den ligger omkring 77 km norr om Lahtis och omkring 170 km norr om Helsingfors. 